# Remanso
Remanso är en kommun i Brasilien.   Den ligger i delstaten Bahia, i den östra delen av landet, 900 km nordost om huvudstaden Brasília. Antalet invånare är 39 149.
Omgivningarna runt Remanso är huvudsakligen savann. Runt Remanso är det mycket glesbefolkat, med 3 invånare per kvadratkilometer.